# Давид Пипано
Давид бен Авраам Пипано (на иврит: פיפנו, דוד בן אברהם, на ладино: David ben Abraham Pipano) е еврейски духовник, главен равин на България.

## Биография
Роден е в 1851 година в Солун, Османската империя. Служи като равин на София. В 1920 година е назначен за главен равин на България. Служи и в ръководството на Равинския съвет Ав Беит Дин. Заема длъжността главен равин на България до смъртта си в 1925 година.
Пипано е автор на няколко книги, сред които „Авени ха-Ефод“ (1913), „Хагор ха-Ефод“ (1925), „Шошен ха-Ефод“ и „Ме’ил Ха-Ефод“. Произведенията на равин Давид Пипано се цитират в равинските законоучения, включително в халахическото право, свързано със семейните въпроси.